# Piazze (Toskana)
Piazze ist ein Ortsteil (Fraktion, italienisch frazione) von Cetona in der Provinz Siena, Region Toskana in Italien.

## Geografie

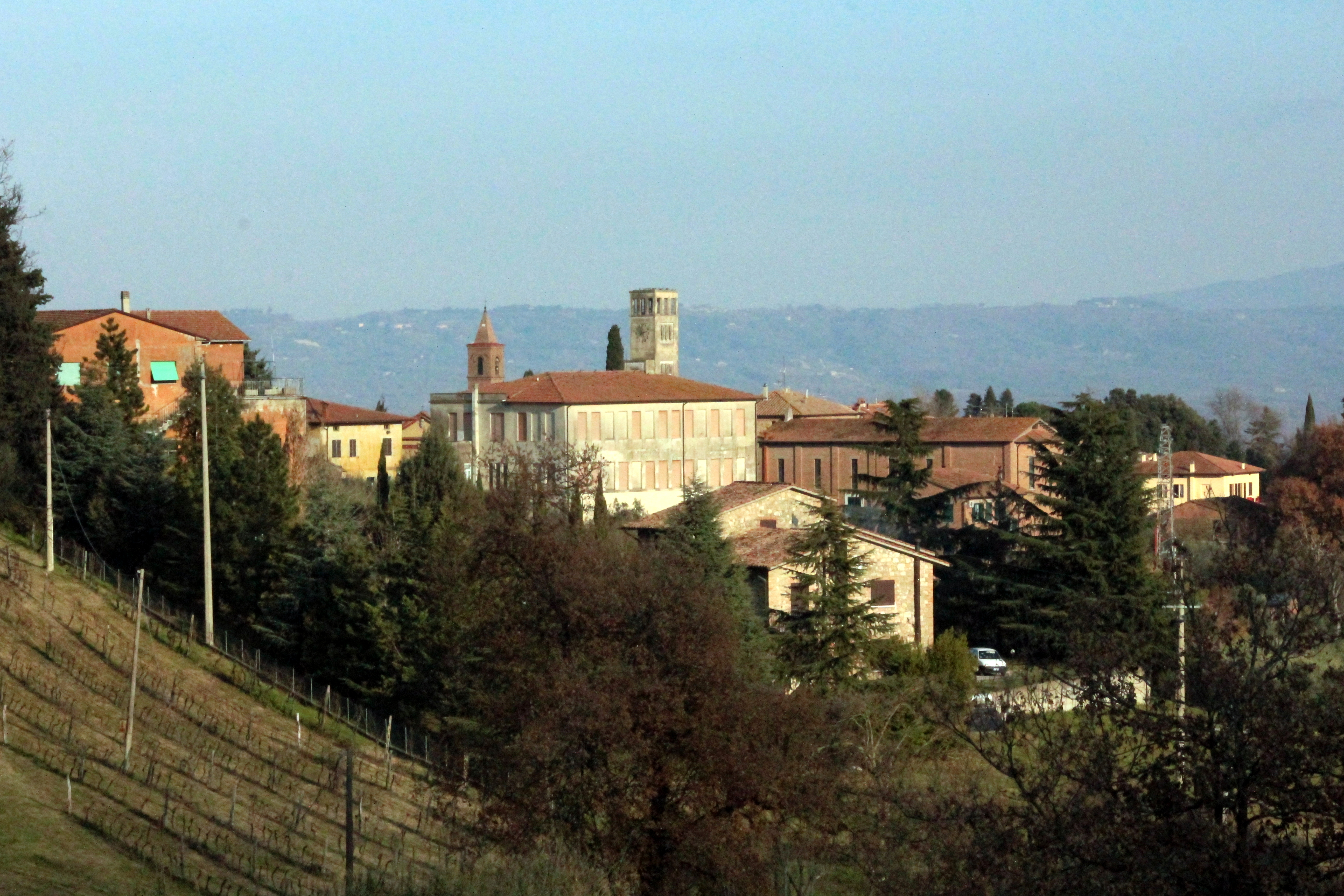
Panorama von Piazze (von Süden)

Der Ort liegt ca. 6 km südlich des Hauptortes Cetona, ca. 65 km südöstlich der Provinzhauptstadt Siena und ca. 110 km südöstlich der Regionalhauptstadt Florenz. Italiens Hauptstadt Rom liegt ca. 120 km südöstlich. Der Ort liegt südöstlich an einem Ausläufer des Monte Cetona (1148 m) im Chianatal (Val di Chiana) bei 399 m und hat ca. 700 Einwohner. Kurz südlich des Ortes fließt der Torrente Fossalto (10 km Gesamtlänge). Nächstgelegener Ort ist neben dem Hauptort Cetona der Hauptort der Gemeinde San Casciano dei Bagni.

## Geschichte
Der Ort entstand im 16. Jahrhundert, als die von Vittoria di Anton Maria Piccolomini aus Camporsevoli initiierte Kapelle errichtet wurde. Um diese entstanden die ersten Häuser, die wenige Jahre später in einem Dokument der Burg Camporsevoli mit zwanzig angegeben werden. Namensgebend für den Ort Piazze (dt. Plätze) sind die Plätze, an denen Kohle produziert wurde. Dazu gehörten die Plätze Casa Chianella, Casa Masotti, Casa Piero, Casa Sarti. Sala und Tamburino. Der Ort gehörte seit Beginn an zu Camporsevoli (Camposervoli). Erstmals dokumentiert wurde Piazze 1594 in einer Schenkung, in der festgestellt wurde, das zu Camporsevoli zwei Kirchen gehören: Die Kirche von San Giovanni nahe der Burg und die von Piazze, San Lazzaro genannt. Mit der Gebietsreform von Großherzog Leopold II. wurde Piazze 1777 Ortsteil von San Casciano dei Bagni und unter napoleonischer Besetzung 1808 Ortsteil von Cetona. 1833 hatte der Orte 363 Einwohner.

## Sehenswürdigkeiten

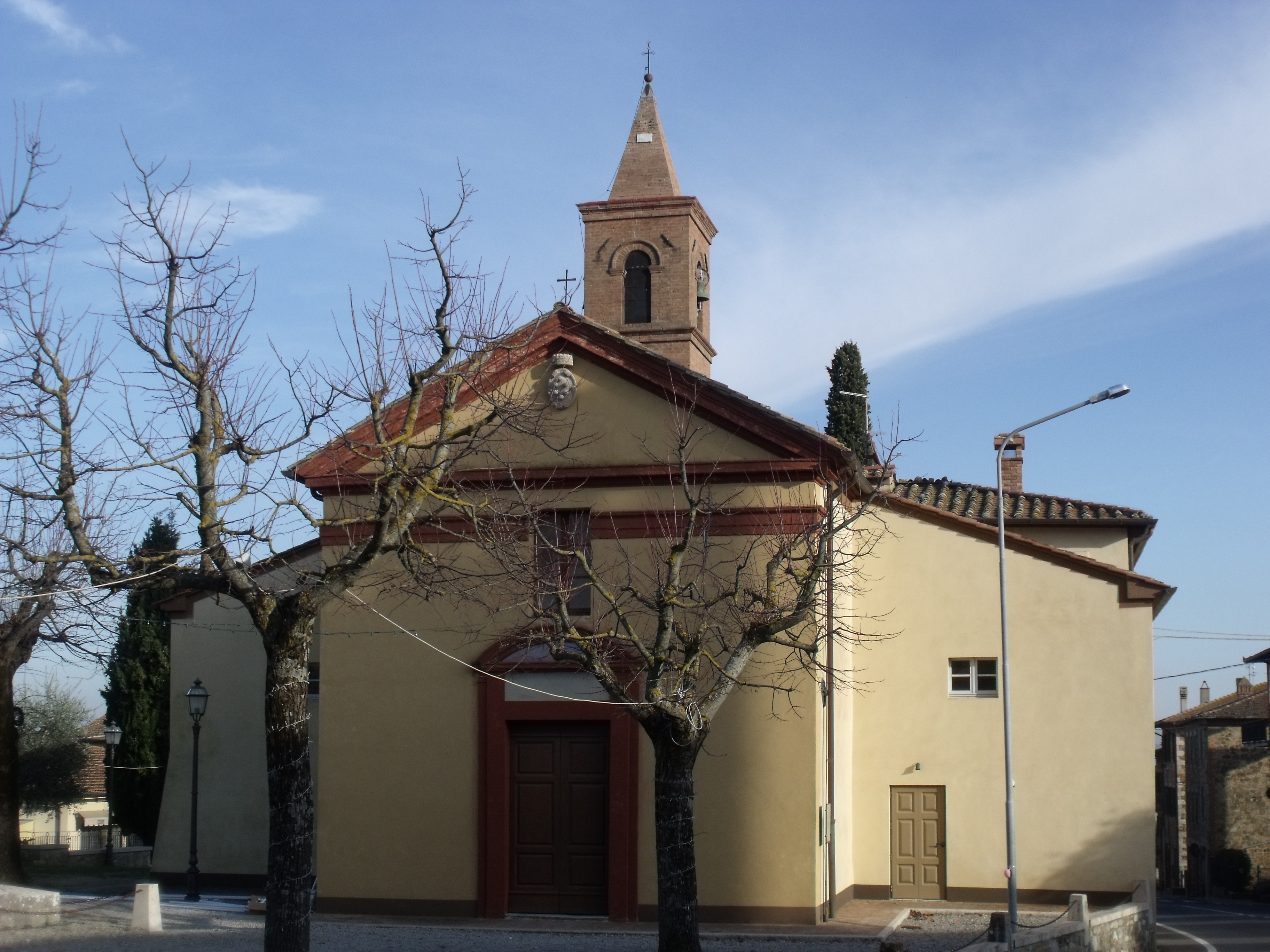
Die Kirche San Lazzaro im Ortskern von Piazze

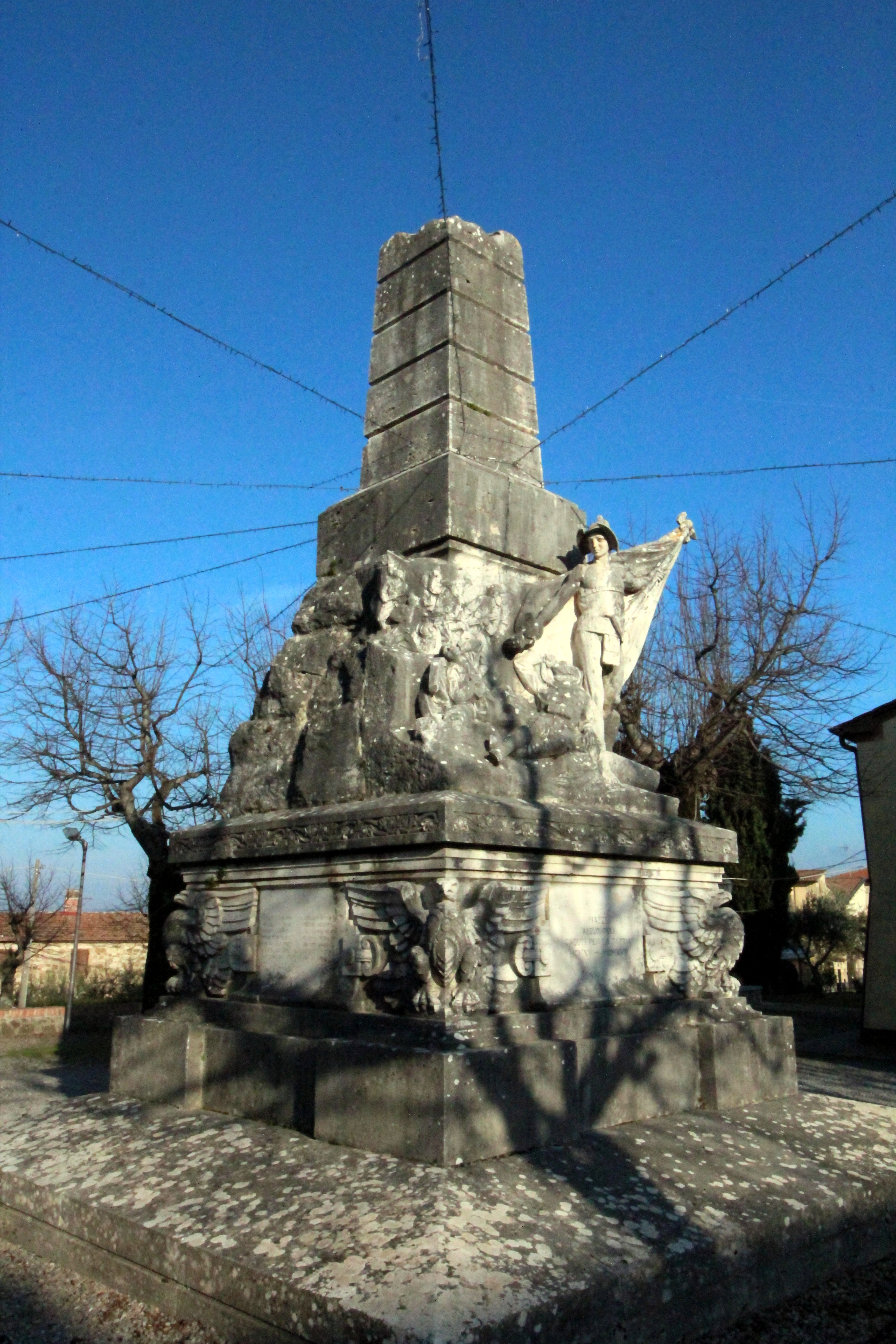
Monumento ai Caduti, Denkmal für die Gefallenen des Ersten und Zweiten Weltkrieges

- Chiesa di San Lazzaro, auch San Lazzaro alle Piazze[2], ehemalige Kapelle und spätere Kirche im Ortskern aus dem frühen 16. Jahrhundert.[1] Gehörte zunächst zum Bistum Città della Pieve[2] (heute Erzbistum Perugia-Città della Pieve) und dann zum Bistum Montepulciano-Chiusi-Pienza.[7] Wurde 1525 als Kapelle dokumentiert, die von Vittoria di Anton Maria Piccolomini initiiert wurde.[1]
- Chiesa Santa Maria Immacolata, Kirche im Ortskern linksseitig des Istituto Maria Immacolata und gegenüber von San Lazzaro.
- Cappella del Tamburino[8], Kapelle an der Via Tamburino.
- Monumento ai Caduti, Denkmal für die Gefallenen des Ersten und Zweiten Weltkrieges. Entstand 1924 durch Raffaello Romanelli auf Initiative des Markgraf Domenico Grossi aus Camporsevoli. Die Tafel für die Gefallenen des Zweiten Weltkrieges wurde 1987 angebracht.[9]

## Verkehr
- Piazze ist über die Anschlussstelle Fabro an die A1 (Autostrada del Sole) angeschlossen. Die Anschlussstelle liegt ca. 13 km südöstlich von Piazze.
- Der nächstgelegene Bahnhof ist der von Fabro in Fabro Scalo, ca. 14 km südöstlich von Piazze.